# Hellersberg (Ziemetshausen)
Hellersberg è un villaggio ecclesiastico e parte del comune di Ziemetshausen nel distretto svevo di Günzburg . Al distretto appartiene anche il villaggio di Lauterbach.